# 부활남
《부활남》은 채용택과 김재한이 네이버 웹툰에 연재하고 있는 웹툰이다. 2016년 5월 6일에 연재를 시작했다.

## 줄거리
죽으면 3일 만에 부활하는 백수 '석환'과 거대 폭력조직과 싸움을 그린 액션 웹툰.

## 등장 인물
- 석환 : 주인공. 죽으면 3일만에 부활하는 능력이 있다.
- 차예린 : 미산고등학교에 다니는 여고생.
- 정인완 : 조폭 두목. 왼쪽 눈이 없다.
- 강희재 : 조폭 부두목.
- 전영하 : 석환의 아는 친한형.
- 차형석 : 차예린의 아버지.
- 김정호 : 미산고등학교 교사이자 차예린의 담임 선생님.
- 김민혁 : 14화에 첫등장.
- 조시호 : 김민혁의 비서이자 도원그룹의 실장.